# Cuevas de San Beato
Las cuevas de San Beato (en alemán: St. Beatus-Höhlen) son una extensa red de cuevas situadas en el país europeo de Suiza, cerca de la localidad de Beatenberg, sobre el lago Thun.
El complejo de cuevas se encuentra en el extremo norte del lago Thun. El público puede acceder a él a través de un recorrido de 1 kilómetro, de los 14 explorados hasta la fecha, donde se mezclan cuevas decoradas con estalagmitas y estalactitas, lagos subterráneos y cascadas. Según la leyenda, San Beato de Lungern pasó allí la última parte de su vida. Por debajo de las cuevas pasa un tramo del Camino de Santiago.

## Leyenda
Según la leyenda, en la Edad Media, probablemente en el siglo IX, vivía en estas cuevas un dragón que escupía fuego. San Beato lo recibió con la cruz e invocó a la Santísima Trinidad. Entonces el dragón huyó, se precipitó con un rugido al lago de Thun y allí se ahogó. Se dice que San Beato construyó su ermita en la cueva y vivió allí hasta su muerte. A la entrada de la cueva se puede ver actualmente la tumba de San Beato y una réplica de su celda. Hasta la Reforma protestante, en la cueva se encontraba una capilla en honor del santo, subordinada al monasterio de Interlaken. El gobierno de Berna hizo derribar la capilla en 1528 y cegó la entrada a la cueva para impedir las peregrinaciones. Los Unterwalder, católicos, no se dejaron desanimar y rompieron el muro. En respuesta al culto en torno a las cuevas de San Beato, el gobierno de Berna hizo construir una iglesia evangélica reformada en Beatenberg entre 1534 y 1535.